# Tronco (Chaves)
Tronco é uma povoação portuguesa sede da Freguesia de Tronco do Município de Chaves, freguesia com 8,54 km2 de área e 202 habitantes 
(censo de 2021), tendo, por isso, uma densidade populacional de 23,7 hab./km².

## História
Fez parte do concelho de Monforte de Rio Livre até à sua extinção em 1853, data em que passou a integrar o concelho (atual município) de Chaves.

## Demografia
A população registada nos censos foi:
| Distribuição da População por Grupos Etários | Distribuição da População por Grupos Etários | Distribuição da População por Grupos Etários | Distribuição da População por Grupos Etários | Distribuição da População por Grupos Etários |
| -------------------------------------------- | -------------------------------------------- | -------------------------------------------- | -------------------------------------------- | -------------------------------------------- |
| Ano                                          | 0-14 Anos                                    | 15-24 Anos                                   | 25-64 Anos                                   | > 65 Anos                                    |
| 2001                                         | 40                                           | 45                                           | 162                                          | 79                                           |
| 2011                                         | 14                                           | 19                                           | 98                                           | 87                                           |
| 2021                                         | 12                                           | 6                                            | 85                                           | 99                                           |